# Щербіна Максим Костянтинович
Макси́м Костянти́нович Щербіна (нар. 24 липня 1991, Торез, Донецька область, Українська РСР, СРСР — пом. 23 липня 2012) — український футзаліст, що грав на позиції воротаря.

## Біографія
З 2004 року перебував в структурі «ЛТК». Перший тренер - Олег Петрович Дзюба. У 2005 році у складі юнацької команди клубу дійшов до фіналу Кубку України, у якому луганчани поступилися харківській команді «Ехо-Лаум». З кінця 2005 року грає у складі команди «ЛТК-2», яка тоді виступала у чемпіонаті і Кубку Луганська. В той же час, продовжував виступи за юнацьку команду 1991 р.н. у чемпіонаті та Кубку України. Починаючи з 2006 року почав тренуватися з основною командою «ЛТК». У 2007 році у складі збірної Луганської області брав участь у Літніх спортивних іграх України з футзалу. З сезону 2007/2007 «ЛТК-2» почав виступи у першій лізі і Максим одразу став основним воротарем команди, провівши 13 матчів, причому один з них без пропущених голів. 30 квітня 2008 року дебютував в основній команді у матчі чемпіонату проти «Кардиналу», зігравши останні дві хвилини.
2007 року разом з юнацької збірною України (U-17) виграв срібні нагороди турніру «Costa Dorada Cup», причому отримав приз найкращому воротарю турніру.
Посеред сезону 2011/12 під час обстеження у Щербіни виявили рак. Воротар опинився в лікарні, де проходив лікування. «Ураган» і його попередній клуб «ЛТК» максимально долучилися, щоб допомогти молодому гравцю, але після тривалої хвороби спортсмен помер.

## Титули та досягнення
- Бронзовий призер чемпіонату України: 2011—12
- Володар Суперкубку України: 2011 р.
- Чемпіон України серед юнаків: 2006—07
- Переможець турніру, присвяченого 5-річчю футбольної школи «Юність»: 2006 р.[11]
- Фіналіст Кубку України серед юнаків: 2005 р.
- Бронзовий призер Кубку України серед юнаків: 2006 р.
- Бронзовий призер Відкритого Кубку України серед юніорів: 2008 р.[12]
- Срібний призер чемпіонату Луганської області серед юнаків: 2006 р.[13]
- Срібний призер чемпіонату Луганська області серед юнаків (2): 2005—06, 2007[14]
- Чемпіон Луганська: 2008[15]
- Бронзовий призер чемпіонату Луганська: 2005—06[16]
- Володар Зимового Кубку ФК «Зоря»: 2008 р.[17]
- Переможець міжнародного турніру «День Перемоги»: 2008 р.[18]
- Срібний призер турніру «Costa Dorada Cup» (U-17): 2007
- Найкращий воротар чемпіонату України серед юнаків: 2006—07[19]
- Найкращий воротар чемпіонату Луганська області серед юнаків: 2005—06[20]
- Найкращий воротар Відкритого Кубку України серед юніорів: 2008 р.[21]
- Найкращий воротар турніру «Costa Dorada Cup» (U-17): 2007[22]
- Найкращий воротар міжнародного турніру «День Перемоги»: 2008